# 胡雪麗
胡雪麗，香港傳媒人，曾擔任英皇集團旗下報張《新報》社長兼總編輯，於2010年9月6日開始離職前休假，她亦曾任職《蘋果日報》副刊主管，其姐胡雪姬是前電訊盈科首席副總裁，姐夫梁家榮是亞洲電視新聞及公共事務部副總裁。

## 生平
中學就讀於協恩中學，近年協恩中學正探討轉為直資，胡雪麗曾以舊生身份代表一眾關心的家長，向校長及校監提出質詢轉直資事宜。惟其後卻在公開場合發言支持，並指相信協恩中學的直資，將是開創性的。
於2008年起擔任《新報》社長，在2009年11月中，原總編輯郭一鳴因在處理靚模周秀娜到香港科技大學與師生交流的新聞，與胡雪麗意見不同，郭一鳴最終在總公司高層會議上提出請辭。胡雪麗在郭一鳴離職後，兼任總編輯一職，並聘請資深報人黃錦輝擔任副總編輯一職。
2009年8月5日，在香港報業公會第五十五屆周年會員大會上，當選為15名議會委員之一。
胡雪麗於2010年9月2日向董事會辭去《新報》社長兼總編輯一職，獲得接納，並於2010年9月6日開始離職前休假。由資深傳媒人馮兆榮接任《新報》社長。

## 外部連結
- 新報網頁